# تشارلز فاولر بيكر
تشارلز فاولر بيكر (بالإنجليزية: Charles Fuller Baker)‏ هو عالم نبات وعالم حشرات أمريكي، ولد في 22 مارس 1872 في لانسنغ في الولايات المتحدة، وتوفي في 22 يوليو 1927 في مانيلا في الفلبين.